# Дани боровнице
Дани боровнице је манифестација едукативно-еколошког и привредно-такмичарског карактера која се одржава од 2010. године последње недеље у јулу, од четвртка до недеље, на централном тргу туристичког комплекса Конаци. Манифестација се одржава у организацији MK mountain resort, НП Копаоник, Туристичке организације општине Брус и Туристичко-спортске организације Рашка.
Основни циљ манифестације јесте едукација учесника у правилној берби боровница, очување дивље и популаризација гајене боровнице. Сваке године чуварска служба Парка, уз сагласност надлежног министарства одређује локалитете унутар граница НП Копаоник на којима ће се брати боровнице током манифестације. Учесници се такмиче у ручном брању дивље боровнице, стручни жири оцењује и награђује производе (слатко, желе, џем, пекмез, сокови и алкохолна пића). Током трајања манифестације у кругу Конака отворени су штандови на којима се продају домаћи производи. Програм манифестације употпуњују културно-уметничка друштва из Рашке и Бруса, а сваке године се бира и мис боровнице. Еко-клуб Зелени путокази организује четвочасовну пешачку туру Боровници у походе (Марков камен — Црвене баре — Гобеља и Мали водовод — Марине воде — Гобеља).